# Nyikolaj Nyikolajevics Zolotarjov
Nyikolaj Nyikolajevics Zolotarjov, cirill betűkkel: Николай Николаевич Золотарёв (Orjol, 1915. június 1. – 1989) szovjet-orosz festő és díszlettervező.

## Pályafutása
1932 és 1935 között Moszkvában tanult, majd 1936 és 1943 között a szentpétervári Repin Intézetben folytatta tanulmányait, itt szerezte diplomáját. 1971-től a Moszkvai Nagyszínház dolgozott mint díszlettervező, jelentősebb munkái Muszorgszkij: Borisz Godunov, Bizet: Carmen, Prokofjev: Egy igaz ember története, Rossini: A sevillai borbély és Verdi: A turbadúr színpadi díszleteinek megalkotása. 1967-ben és 1971-ben is részt vett a Prágai Quadriennálén.

## Kiadványok
- М. Казимирова: Н. Н. Золотарев (Художник РСФСР, 1978)